# Haig (Stockheim)
Haig ist ein Gemeindeteil von Stockheim im oberfränkischen Landkreis Kronach in Bayern.

## Geographie

### Lage
Das Kirchdorf Haig liegt am Haiger Bach, einem rechten Nebenfluss der Haßlach. Im Süden grenzen bewaldete Anhöhen des Frankenwalds an, ansonsten ist der Ort von Acker- und Grünland umgeben. Die Staatsstraße 2708 führt an Mostholz vorbei nach Kaltenbrunn (3,4 km südwestlich) bzw. zur Bundesstraße 89 bei Haßlach bei Kronach (1,1 km nordöstlich). Eine Gemeindeverbindungsstraße verbindet mit Burggrub (1,4 km nordwestlich) bzw. mit Gundelsdorf zur Bundesstraße 85 (1,9 km südöstlich).

### Naturdenkmal Haiger Moor
Haig ist bekannt wegen seines kleinen Schlosses und seiner Gastronomie. Hinter dem Sportplatz befindet sich das als Naturdenkmal geschützte Biotop Haiger Moor, ein verlandendes Übergangsmoor. Es ist die Heimat von Libellen, Moosbeeren, Hirse-Segge und anderen feuchtigkeitsliebenden Pflanzen und Tieren. Das Haiger Moor im Besitz des Bundes Naturschutz wird in regelmäßigen Abständen entbuscht, um den Moorcharakter zu erhalten. Der Bund Naturschutz hat das Moor als Ausgleichsmaßnahme für den Bau einer 380-kV-Leitung in der Nähe erhalten.

## Geschichte
Haig wurde in der ersten Hälfte des 14. Jahrhunderts erstmals urkundlich erwähnt. Es gehörte von Anbeginn zum Hochstift Bamberg. Der Grundstein des Haiger Schlosses wurde 1731 gelegt.
Gegen Ende des 18. Jahrhunderts bildete Haig mit Neumühle eine Realgemeinde, bestehend aus 33 Anwesen (8 Fronsölden, 23 Tropfhäusern, 1 Tropfhaus mit Wirtschaft, 1 Mühle). Das Hochgericht übte das bambergische Centamt Kronach aus. Die Dorf- und Gemeindeherrschaft sowie die Grundherrschaft über alle Anwesen hatte das Rittergut Haig. Neben den Anwesen gab es ein Schloss, ein Pächterhaus und ein Bräuhaus, alles herrschaftliche Gebäude.
Mit dem Ersten Gemeindeedikt wurde Haig dem 1808 gebildeten Steuerdistrikt Burggrub zugewiesen. Mit dem Zweiten Gemeindeedikt entstand 1818 die Ruralgemeinde Haig, zu der Neumühle gehörte. Sie war in Verwaltung und Gerichtsbarkeit dem Herrschaftsgericht Mitwitz zugeordnet und in der Finanzverwaltung dem Rentamt Kronach, 1919 in Finanzamt Kronach umbenannt. 1849 wurde das Herrschaftsgericht aufgelöst und Haig dem Landgericht Kronach überwiesen. Ab 1862 gehörte Haig zum Bezirksamt Kronach, 1939 in Landkreis Kronach umbenannt. Die Gerichtsbarkeit blieb beim Landgericht Kronach, 1879 in das Amtsgericht Kronach umgewandelt. Die Gemeinde hatte eine Fläche von 2,171 km².
Am 1. Januar 1975 wurde Haig im Zuge der Gebietsreform in Bayern in Stockheim eingegliedert.
Die größten Vereine sind der Sportverein FC Wacker Haig, der Trachtenverein Haig und die örtliche Freiwillige Feuerwehr.

### Baudenkmäler
In der Bayerischen Denkmalliste sind drei Baudenkmäler aufgeführt:
- Katholische Filialkirche St. Anna (Haig)
- Schloss
- Wegkapelle

Die folgenden Häuser listete Tilmann Breuer in dem Buch Landkreis Kronach von 1964 mit ihren ursprünglichen Hausnummern als Kunstdenkmale auf. Sie werden in der Denkmalschutzliste nicht geführt, da sie entweder nicht aufgenommen, abgebrochen oder stark verändert wurden.
- Haus Nr. 20: Eingeschossiges Kleinhaus mit Satteldach, der Sturz der Haustür ist mit „18 NO 16“ bezeichnet.[10]
- Haus Nr. 21: Eingeschossiges Kleinhaus mit zur Hälfte abgewalmtem Mansarddach; die Umfassungsmauern sind massiv mit Eckpilastern, der Sturz der Haustüre enthält die Bezeichnung „M K. B H. C. M. 1831“.[10]
- Haus Nr. 39: Eingeschossiges Kleinhaus mit Halbwalmdach und massiven Umfassungsmauern, der Scheitelstein der Haustür ist mit „1839“ bezeichnet, der Türflügel ist gefeldert und geteilt.[10]

### Einwohnerentwicklung
| Jahr      | 1818  | 1840   | 1852   | 1855   | 1861   | 1867   | 1871   | 1875   | 1880   | 1885   | 1890   | 1895   | 1900   | 1905   | 1910   | 1919   | 1925   | 1933   | 1939   | 1946   | 1950   | 1952   | 1961  | 1970   | 1987   |
| Einwohner | 144   | 304    | 301    | 314    | 352    | 383    | 425    | 399    | 401    | 351    | 359    | 353    | 380    | 411    | 431    | 388    | 411    | 372    | 454    | 580    | 578    | 534    | 472   | 502    | 452    |
| Häuser    | 35    |        |        |        |        |        | 48     |        |        | 49     | 49     |        | 48     |        |        |        | 58     |        |        |        | 74     |        | 87    |        | 121    |
| Quelle    | [ 8 ] | [ 12 ] | [ 12 ] | [ 12 ] | [ 13 ] | [ 14 ] | [ 15 ] | [ 16 ] | [ 17 ] | [ 18 ] | [ 19 ] | [ 12 ] | [ 20 ] | [ 12 ] | [ 21 ] | [ 12 ] | [ 22 ] | [ 12 ] | [ 12 ] | [ 12 ] | [ 23 ] | [ 12 ] | [ 1 ] | [ 24 ] | [ 25 ] |

## Religion
Der Ort ist römisch-katholisch geprägt und nach Mariä Geburt in Glosberg gepfarrt. Die protestantische Minderheit ist nach St. Laurentius in Burggrub gepfarrt.